# Andrés Rebolledo
Andrés Ignacio Rebolledo Smitmans (né le 17 avril 1968) est un homme politique et économiste chilien. Il est ministre sous le second gouvernement de Michelle Bachelet,,,.  
En mars 2014, il est nommé directeur général de la Direcon sous le second gouvernement Bachelet. Puis, en octobre 2016, il devient ministre de l'Énergie en remplacement de Máximo Pacheco Matte.